# Jamesbrittenia canescens
Jamesbrittenia canescens är en flenörtsväxtart som först beskrevs av George Bentham, och fick sitt nu gällande namn av O.M. Hilliard. Jamesbrittenia canescens ingår i släktet Jamesbrittenia och familjen flenörtsväxter.

## Underarter
Arten delas in i följande underarter:
- J. c. laevior
- J. c. seineri